# 世界トラの日
| 国             | 年   | 生息数      |
| -------------- | ---- | ----------- |
| インド         | 2019 | 2,603-3,346 |
| インドネシア   | 2016 | 371         |
| バングラデシュ | 2014 | 300-500     |
| ブータン       | 2015 | 89-124      |
| カンボジア     | 2016 | 0           |
| ラオス         | 2016 | 14          |
| ミャンマー     | 2014 | 85          |
| ネパール       | 2018 | 220-274     |
| タイ           | 2016 | 189         |
| マレーシア     | 2014 | 250-340     |
| ベトナム       | 2016 | 5           |
| 中国           | 2016 | 34          |
| ロシア         | 2016 | 433         |
| 北朝鮮         | 2021 | 不明        |
| 累計           |      | 4,593-5,515 |

「世界トラの日」（World Tiger Day、Global Tiger Day、International Tiger Day）は、絶滅危惧種であるトラの保存への関心を喚起するため、毎年7月29日に行われる国際記念日。2010年11月21日〜24日、ロシア・サンクトペテルブルクで行われた国際会議「トラサミット」で制定された。この記念日の目的は、トラの自然界での生息域を保護し、トラ保護問題への公衆の関心と支援を喚起することである。

## 各年行事
- 2017年、7回目となる記念日が各地で祝われた。地域毎のイベントは、バングラデシュ、ネパール、インドの他、トラが生息していないイングランド、アメリカ合衆国でも行われた[10][11][12][13][14][15]。著名人らも、ソーシャルネットからプロフィール写真を削除することで、これに参加した[16]。世界自然保護基金 (WWF) は、森林警備隊員に投資することで、「ダブルタイガー」キャンペーンの促進を継続した[17]。また公衆の関心を喚起するためのいくつかのキャンペーンにWWFが参加している[18][19]。

- 2018年は、各国中でトラの個体数への関心も高まり、保護者の活動がさらに進んだ。インドでは4年毎に野生のトラの数を調査しているが、2006年に1411頭だったのが2014年には2226頭に増えた。2016年の調べ (WWF) によると、全体の生息する個体数は、3900頭前後である[20]。

## 画像

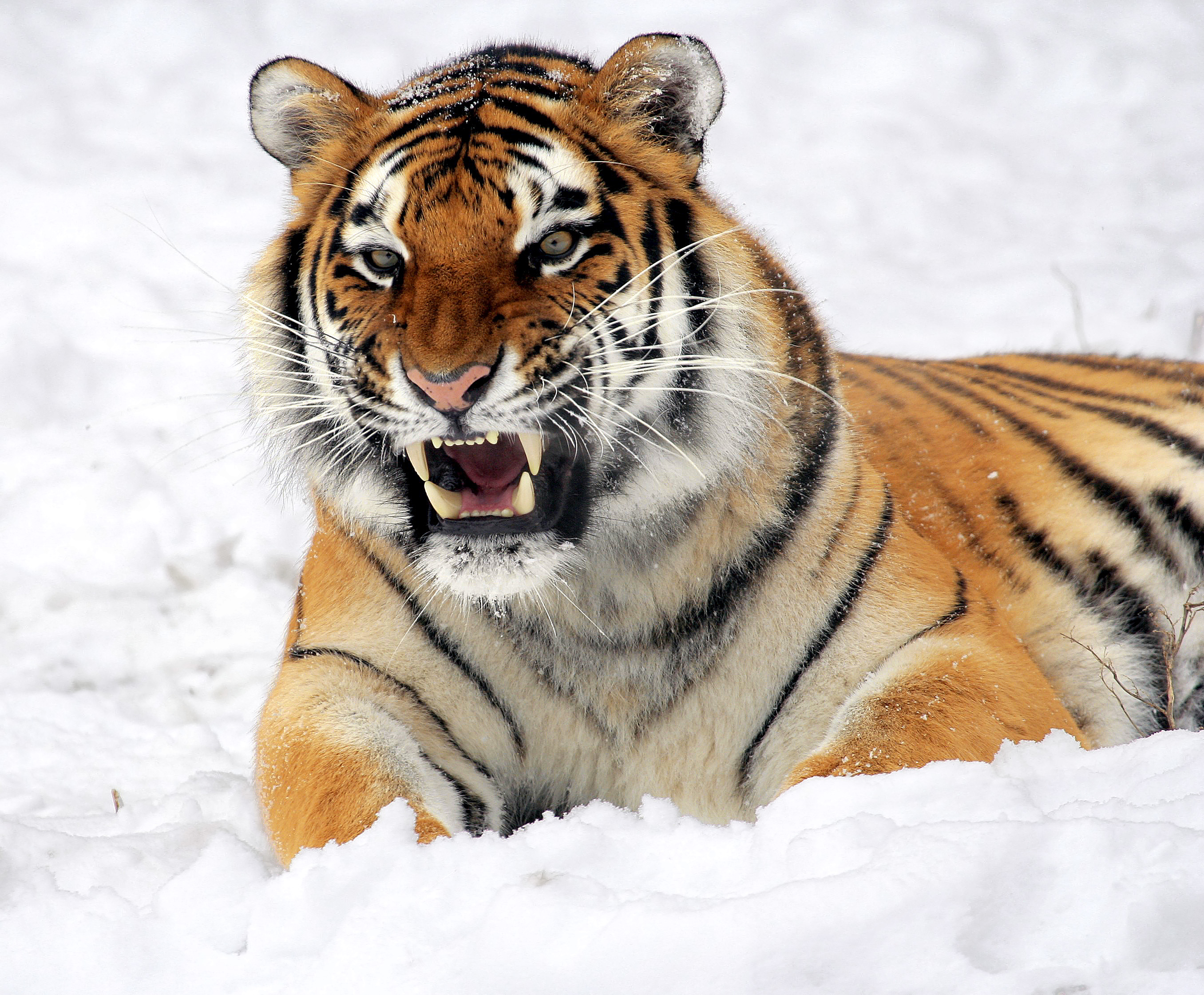
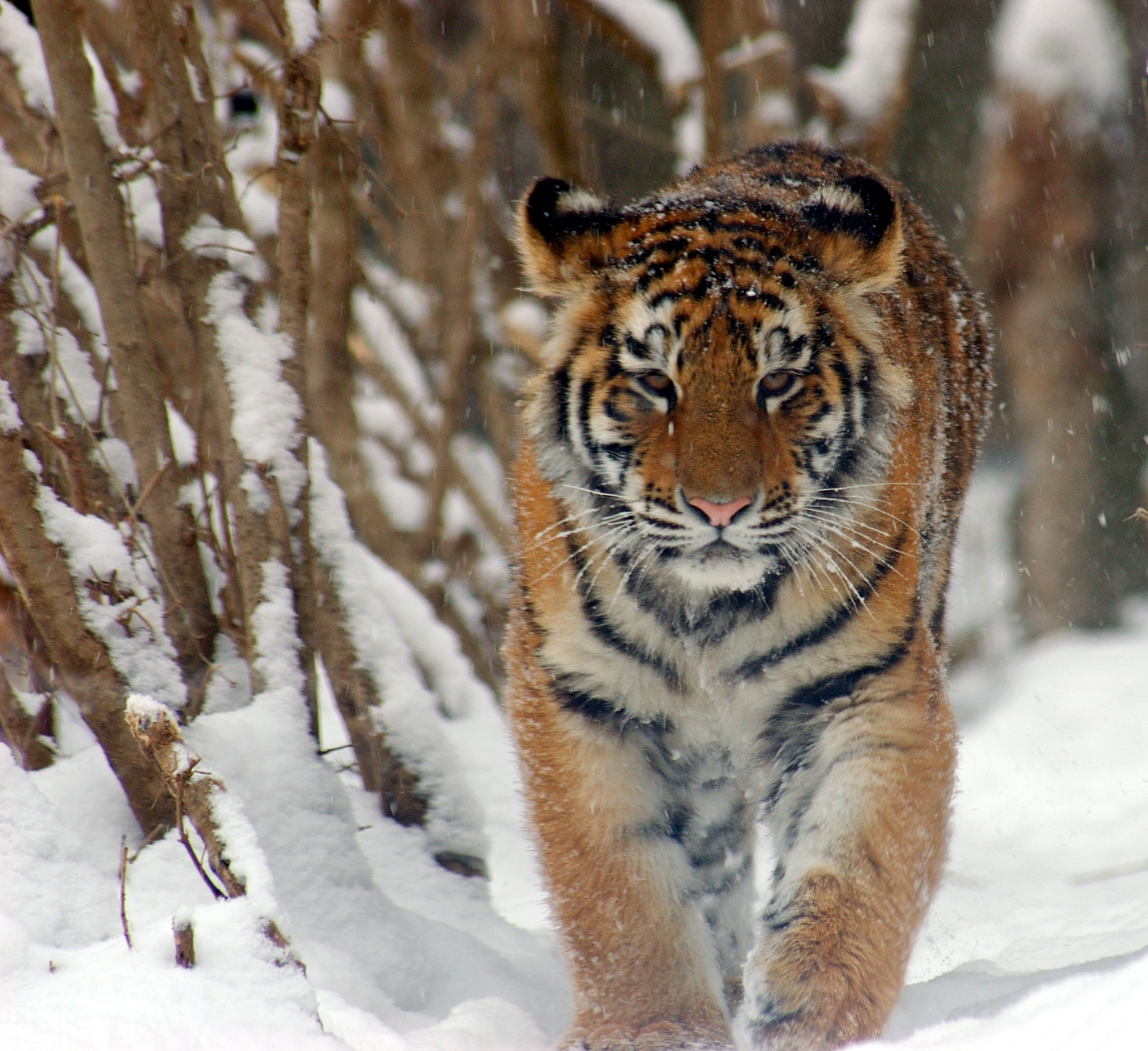
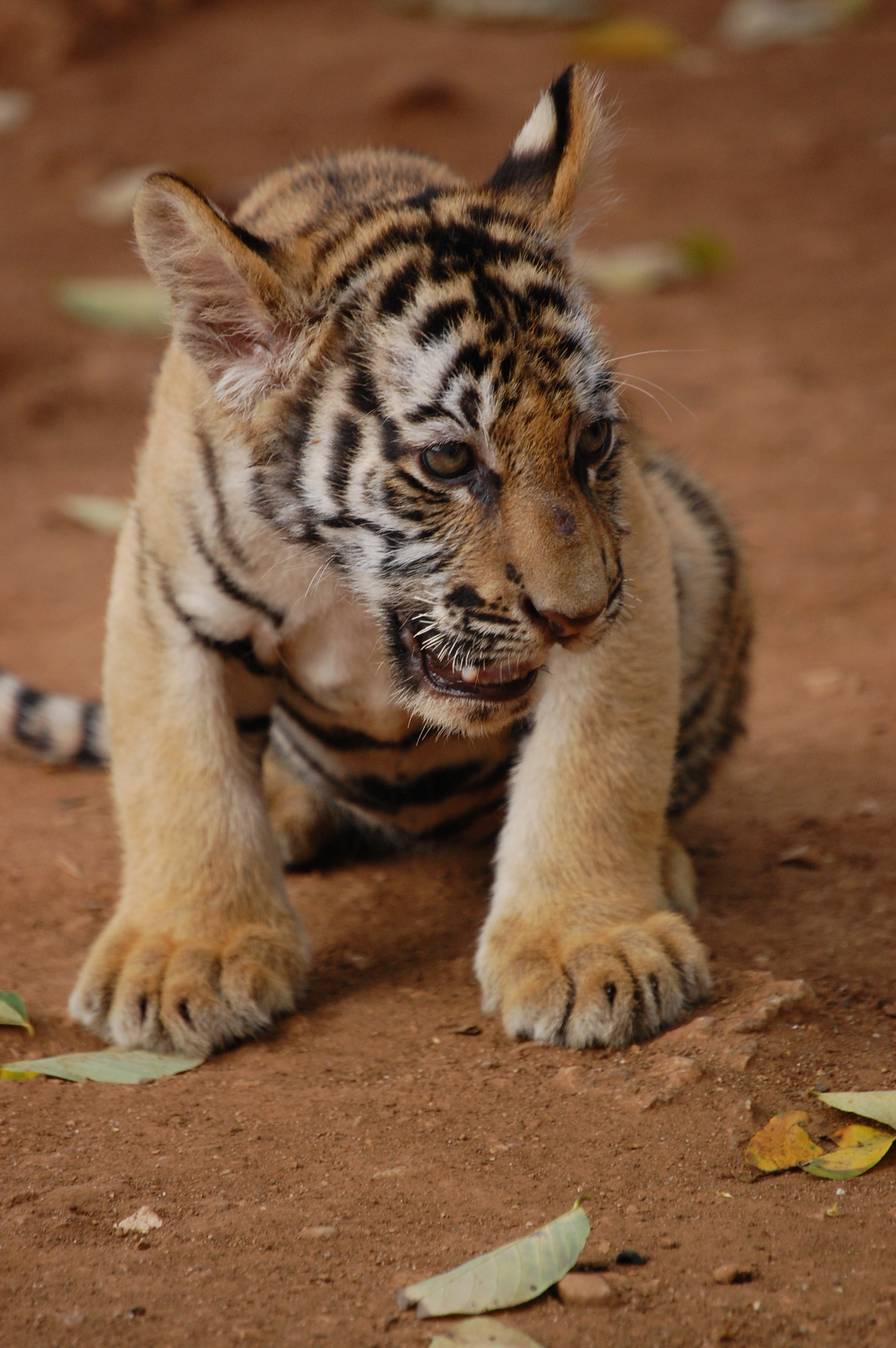
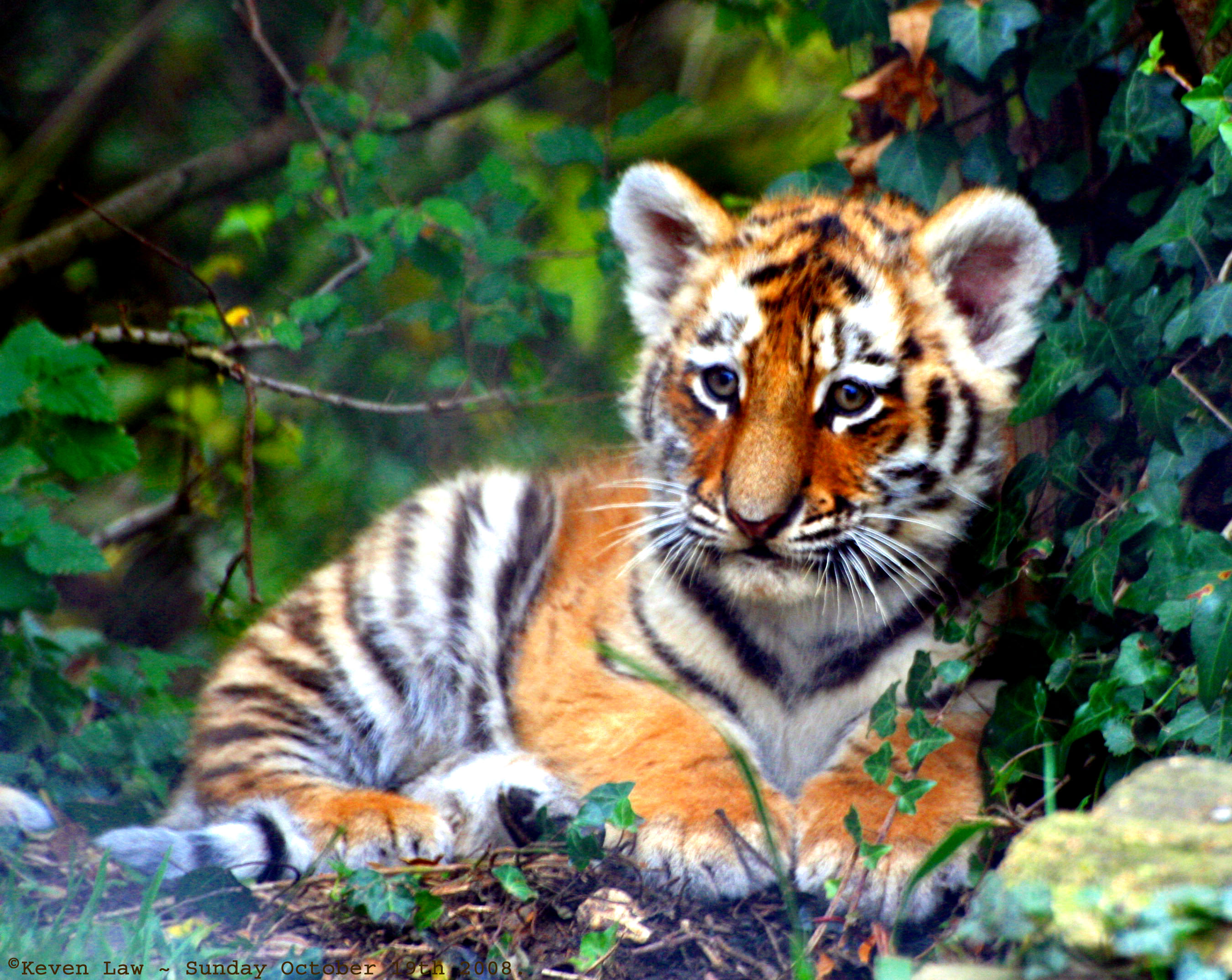
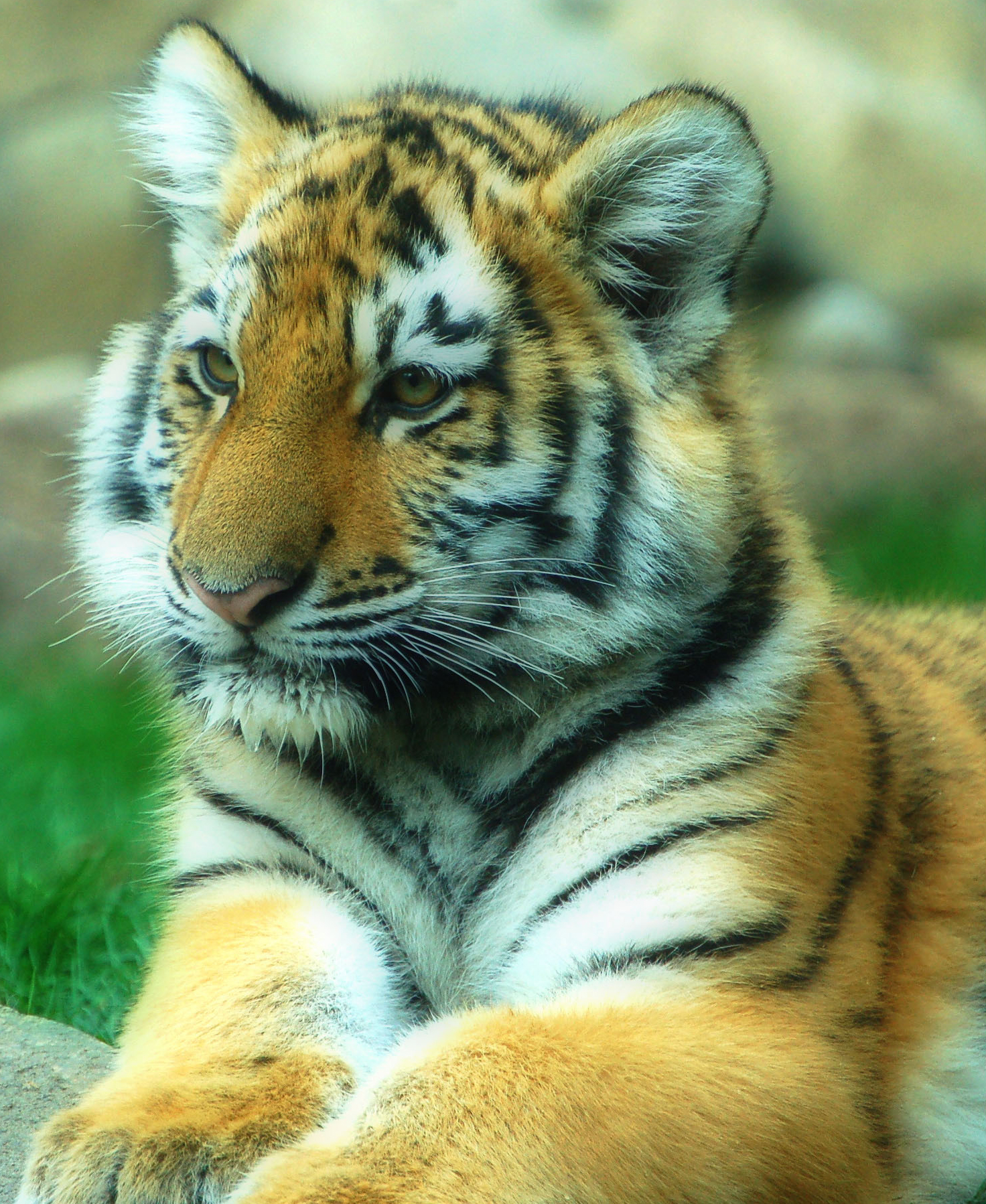
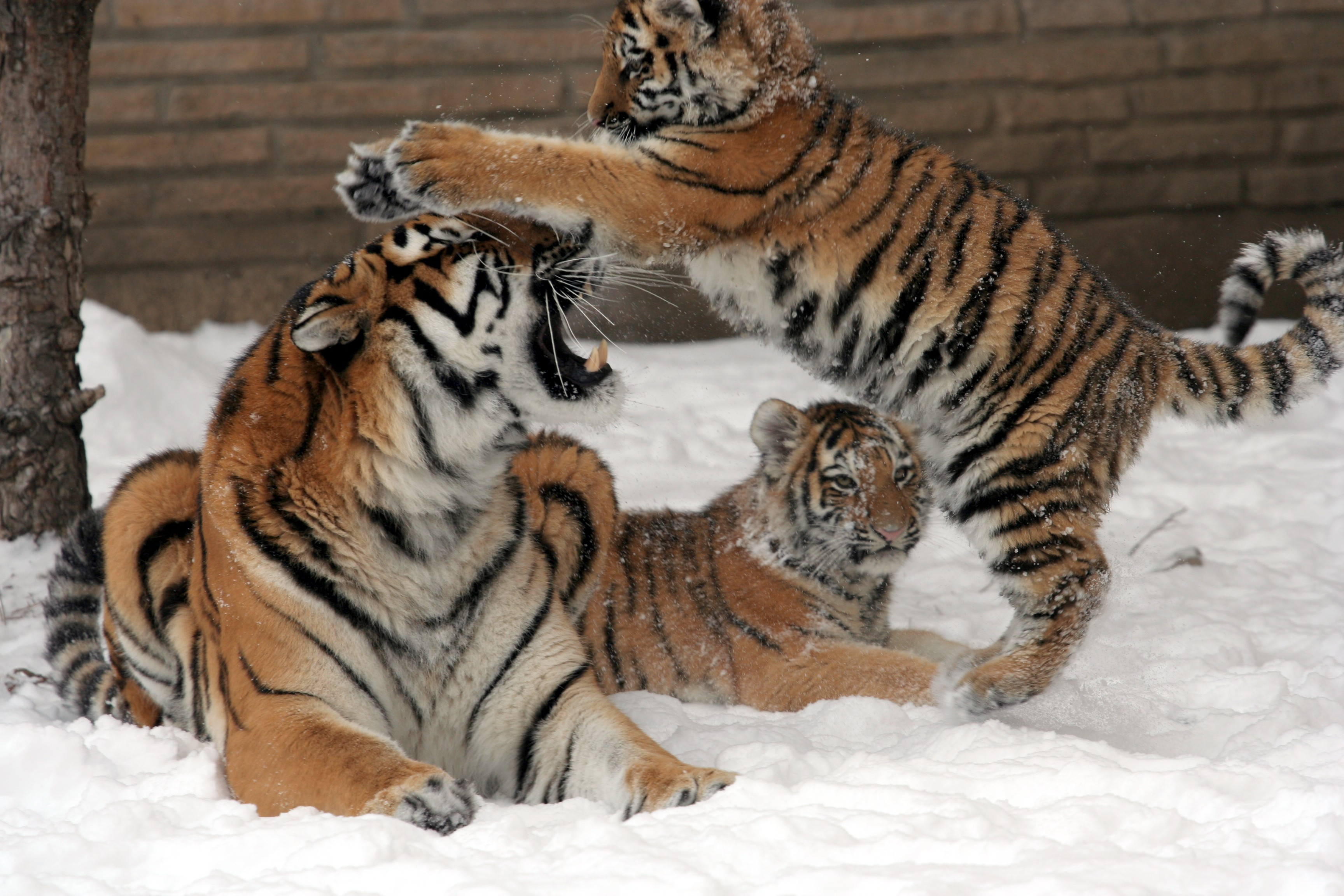
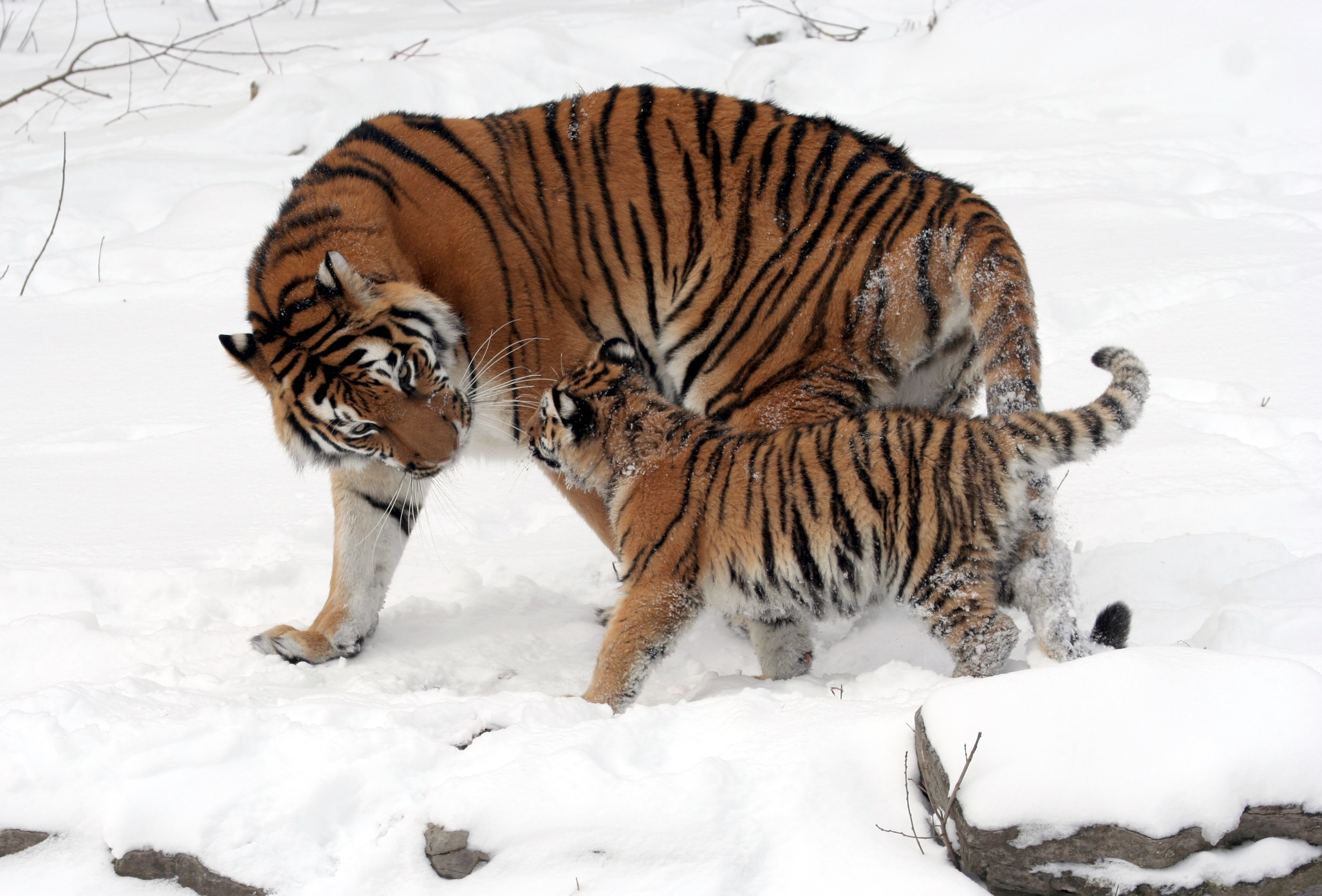
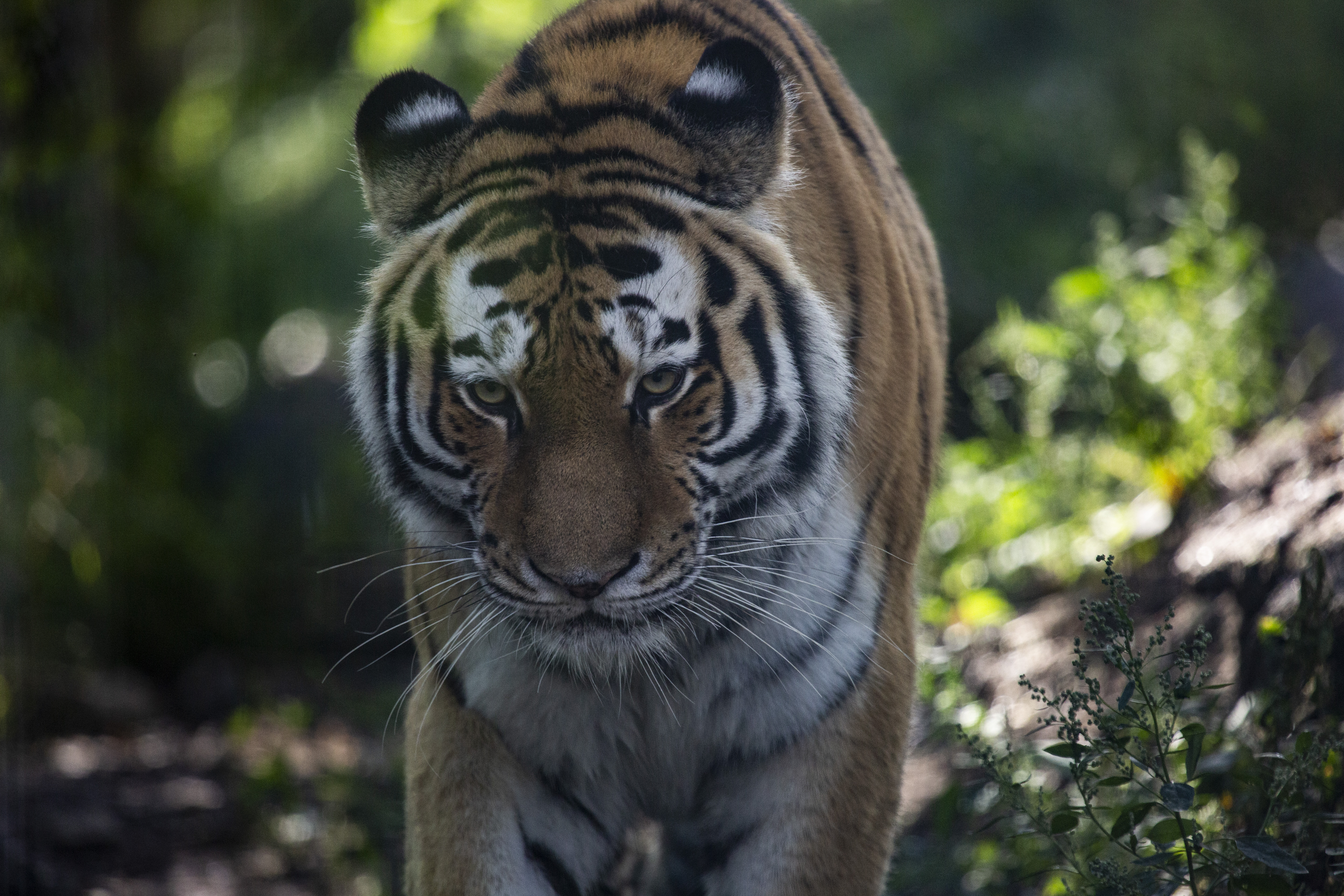
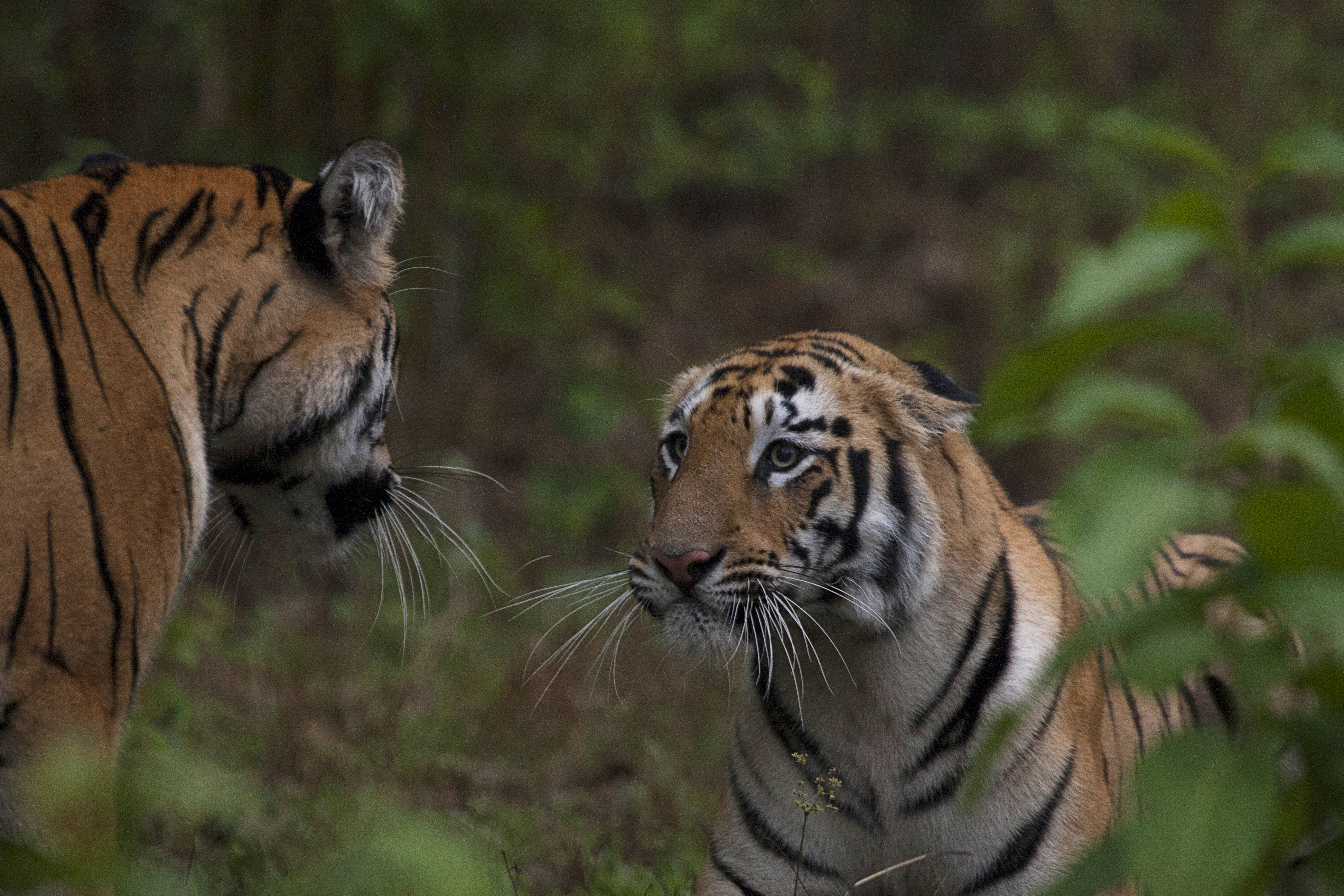
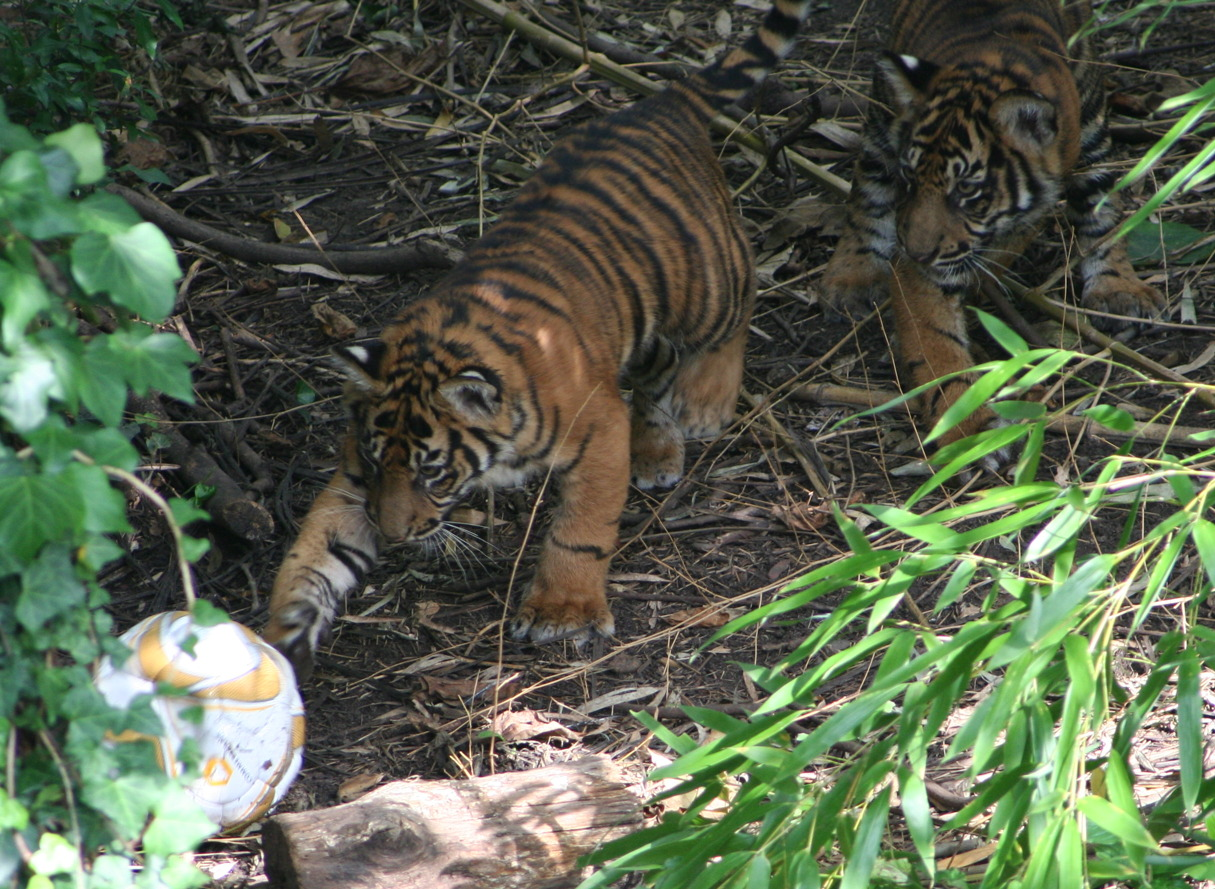
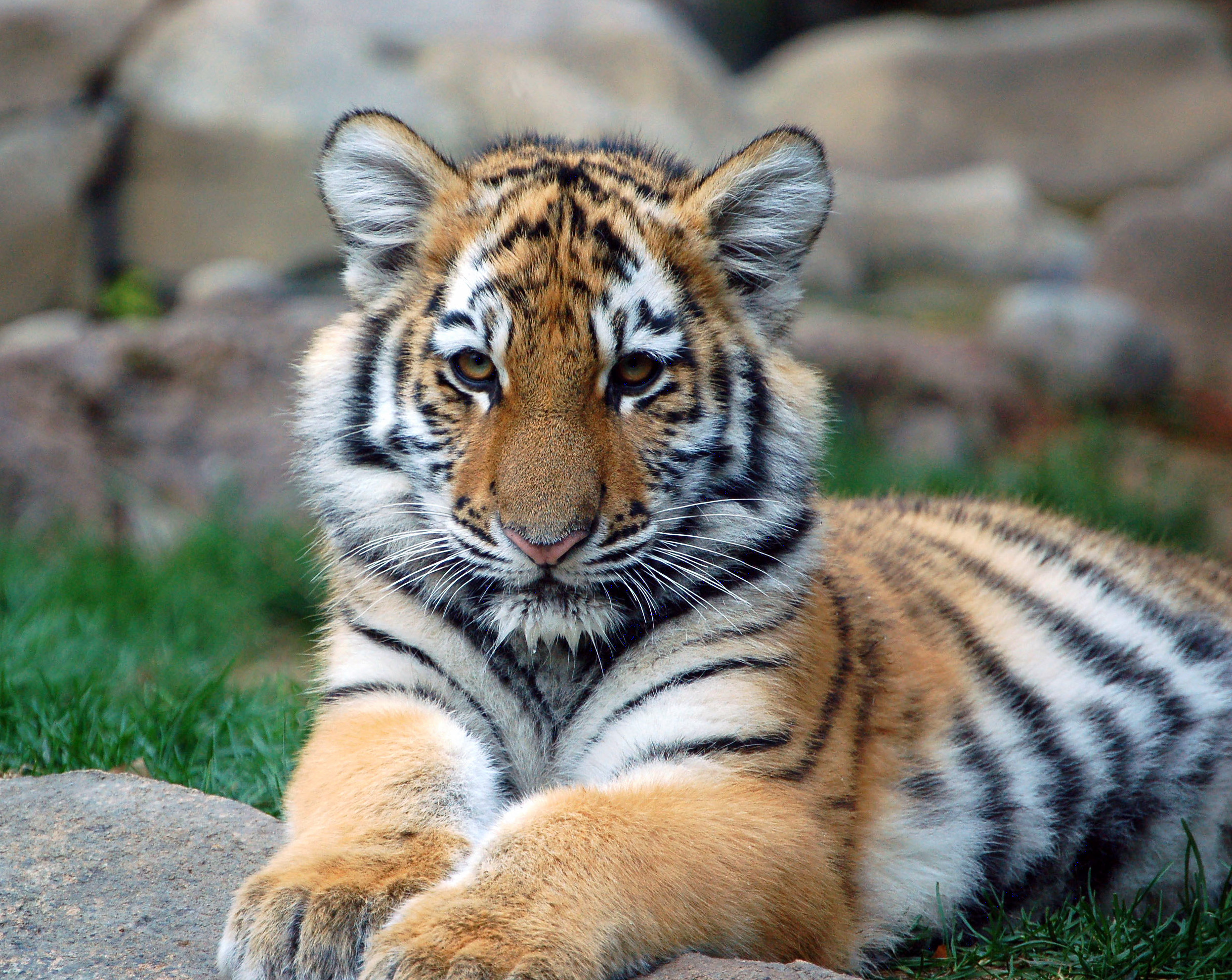
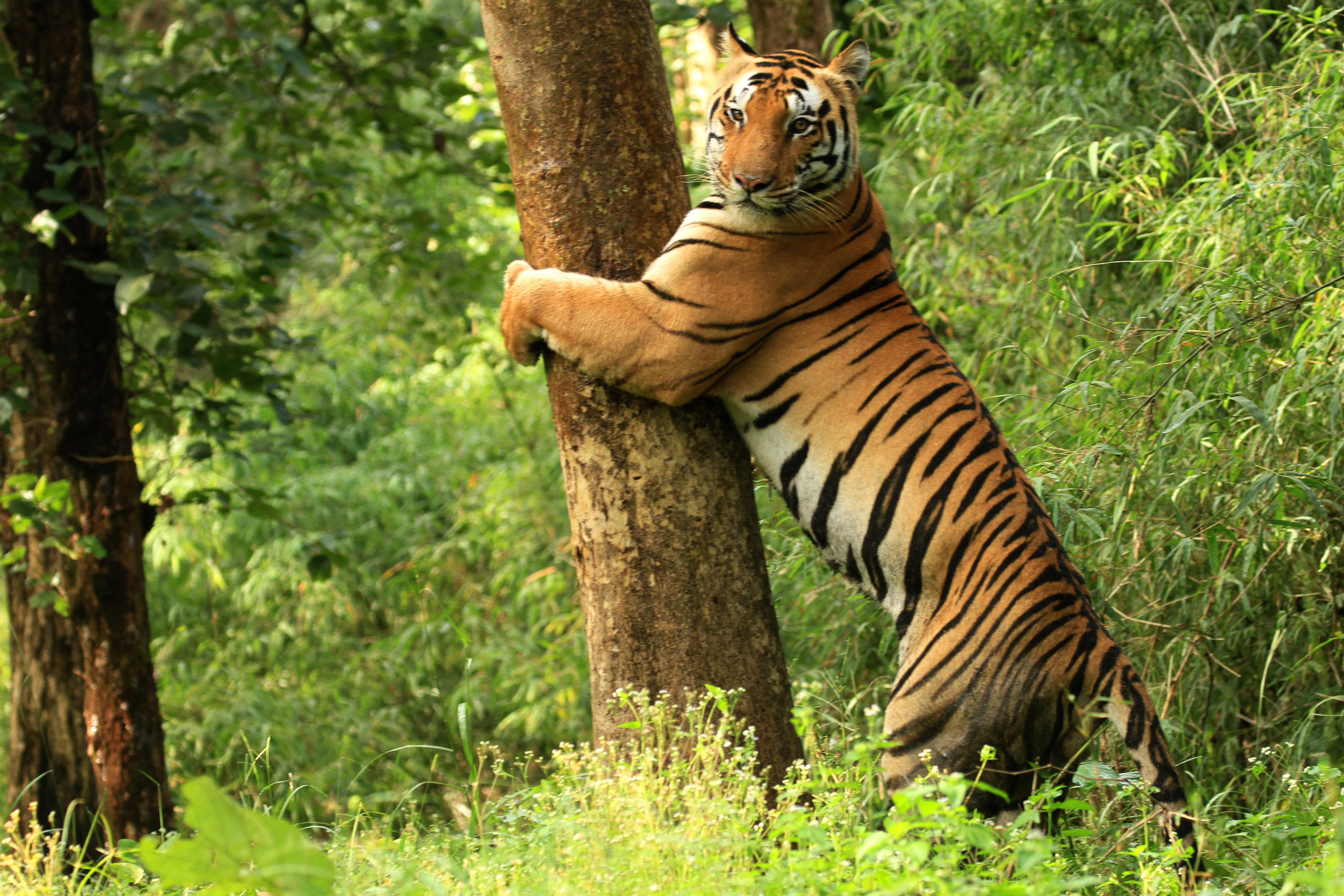
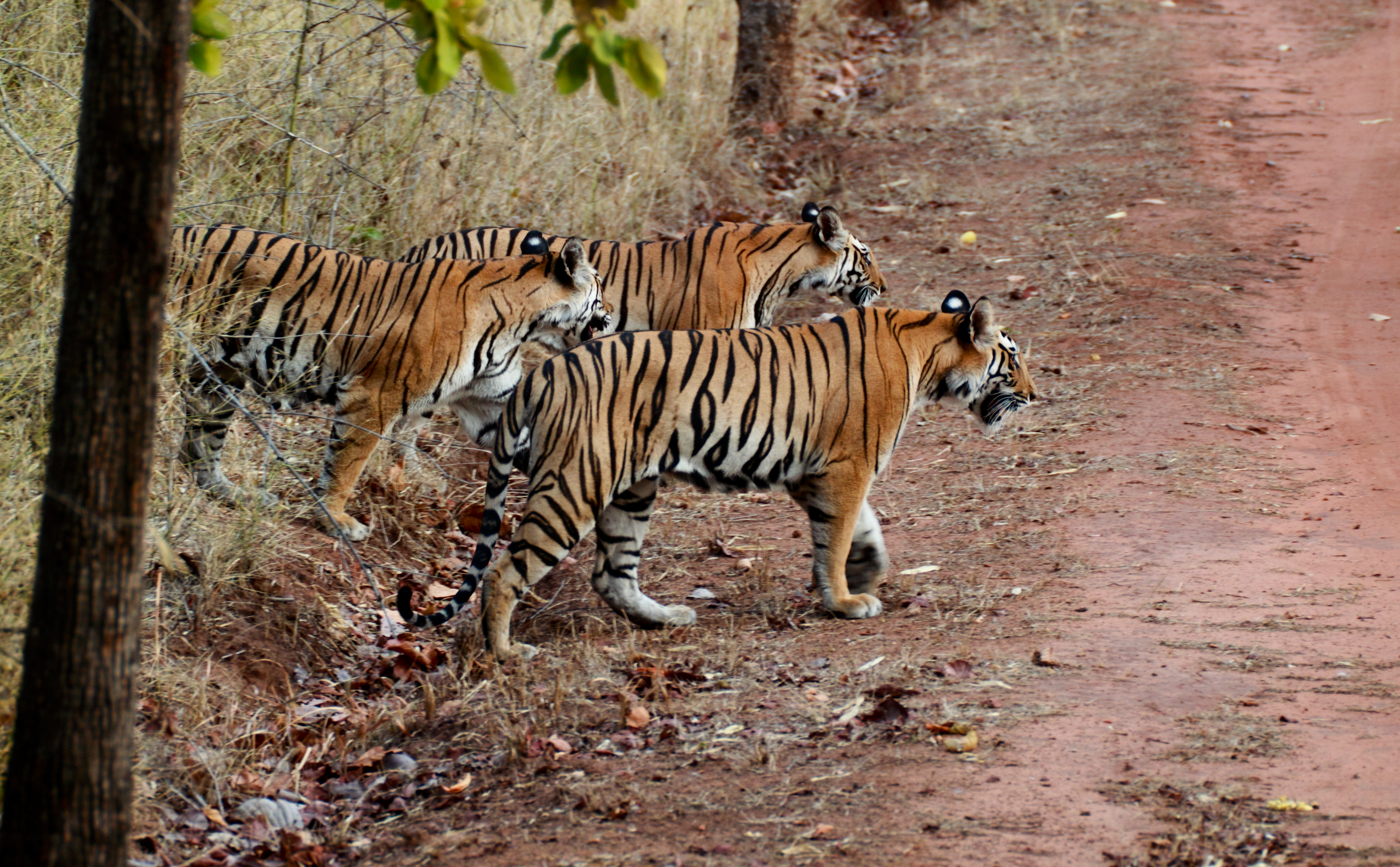
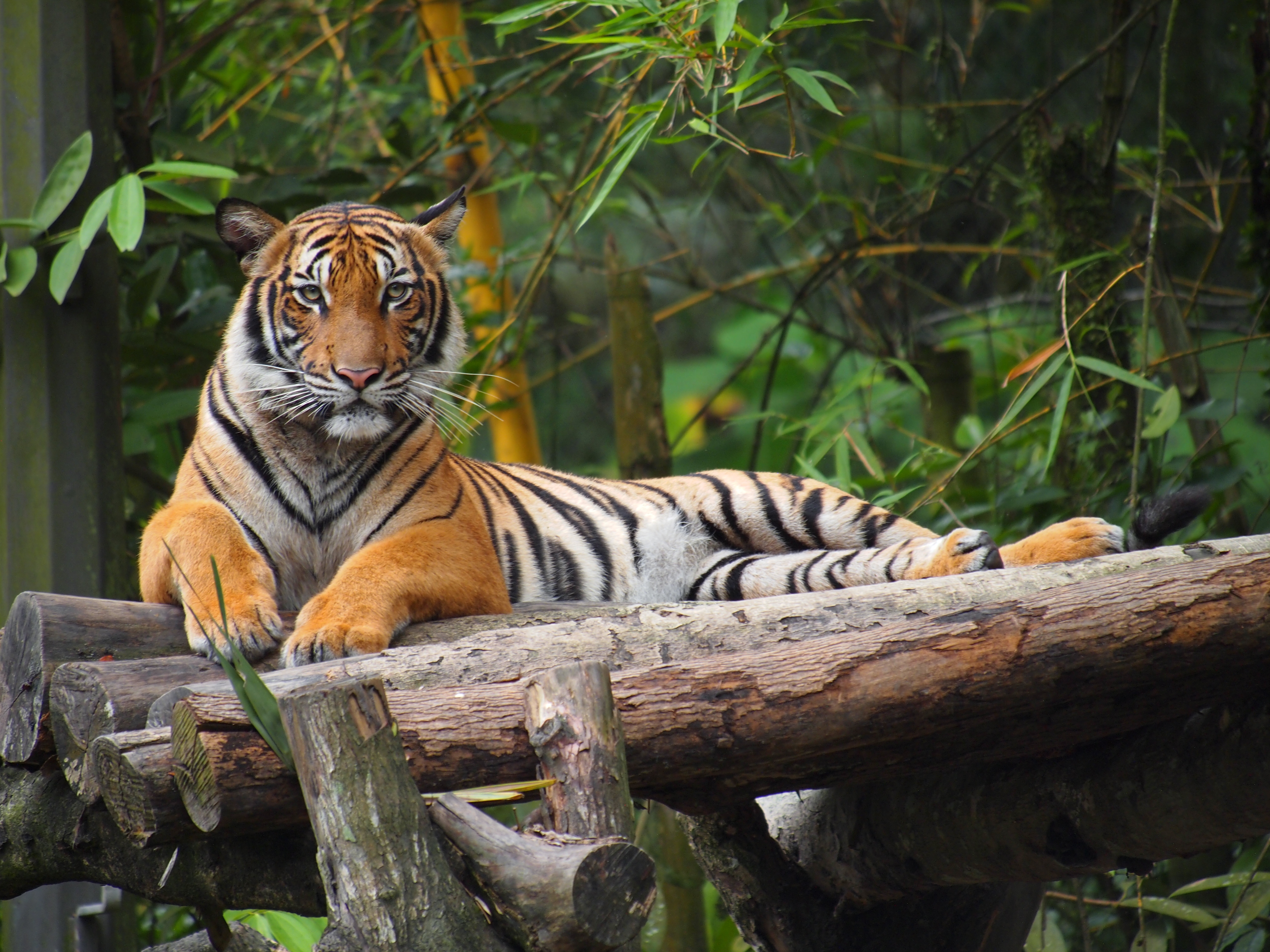
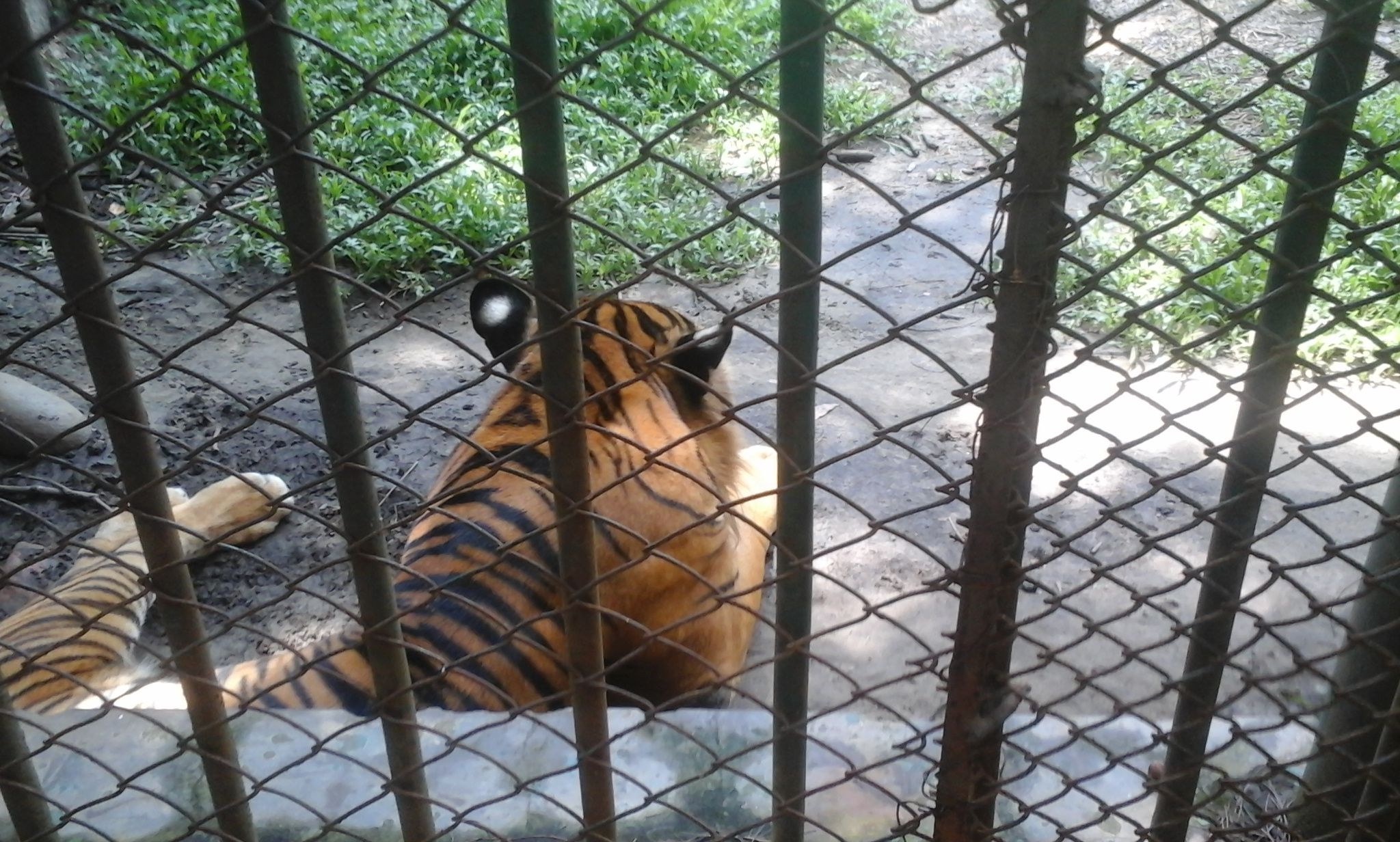
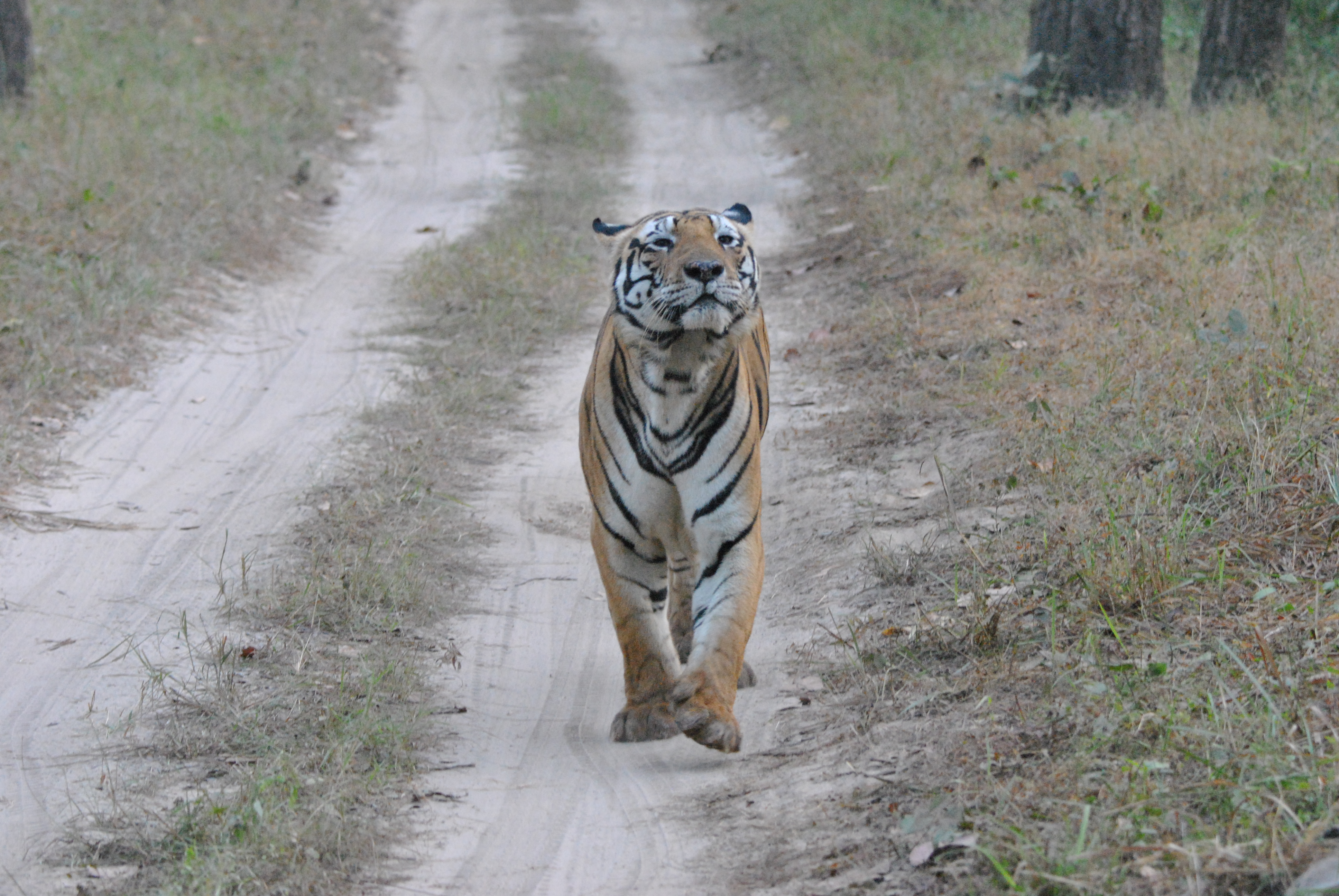
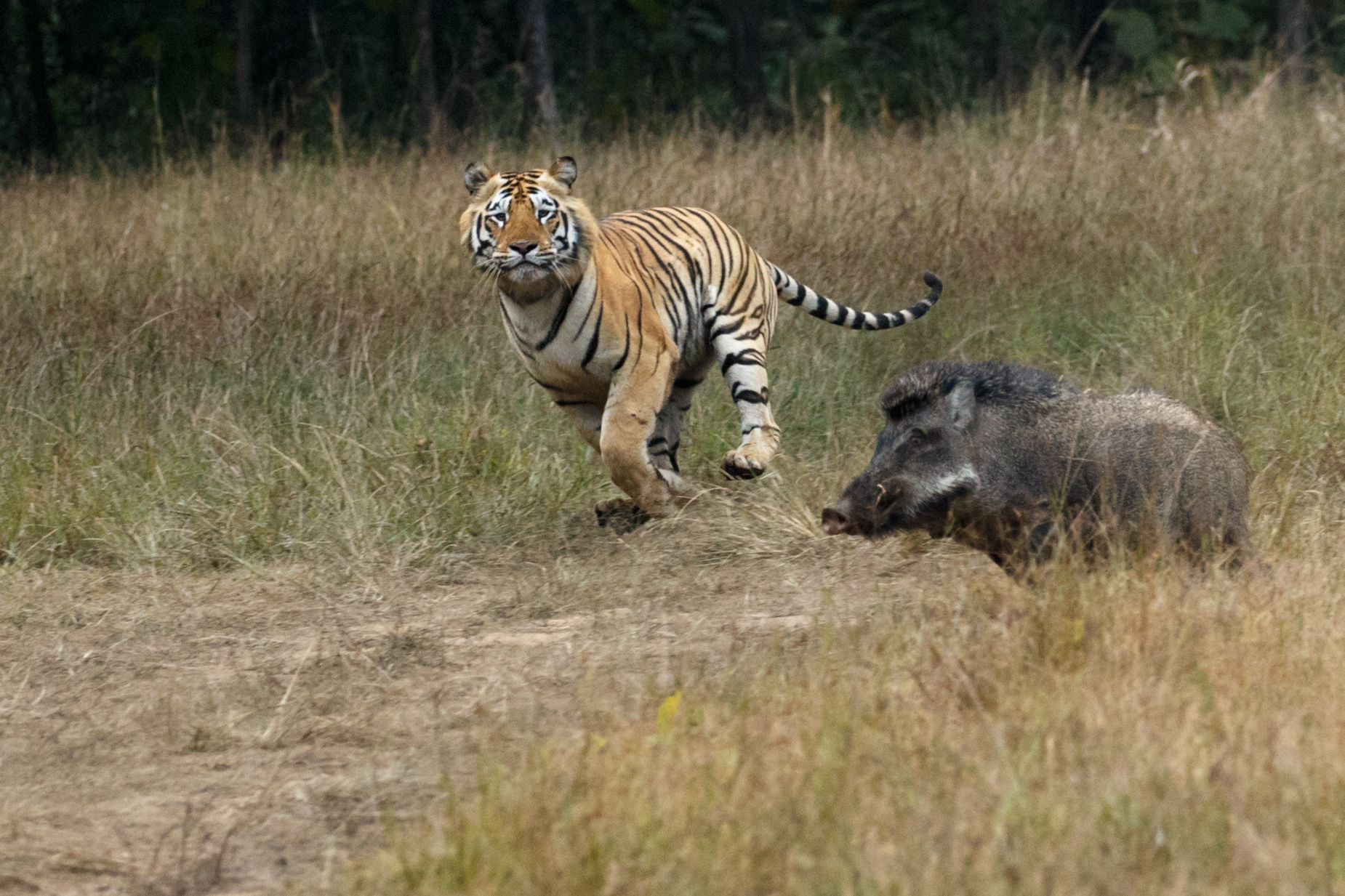
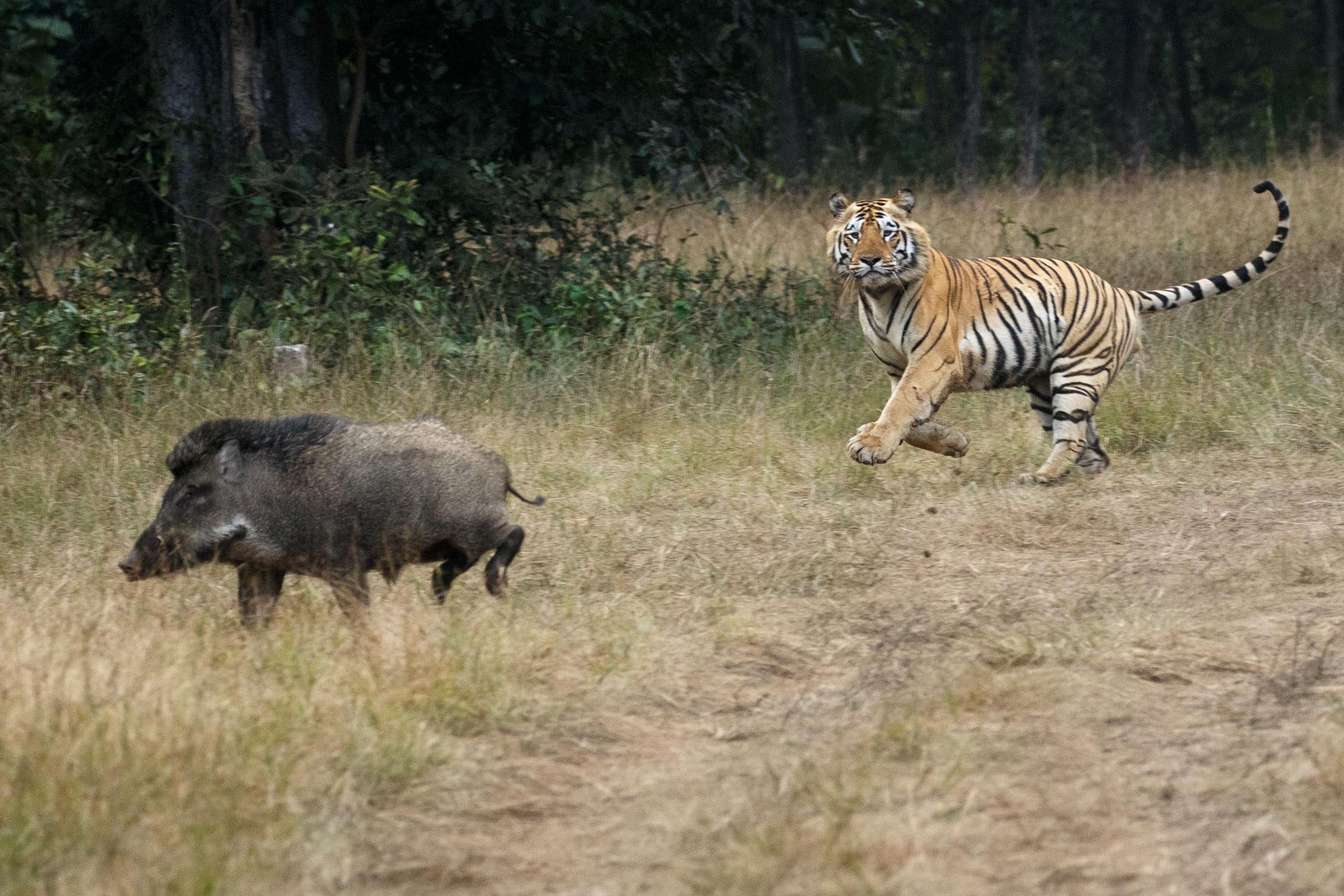
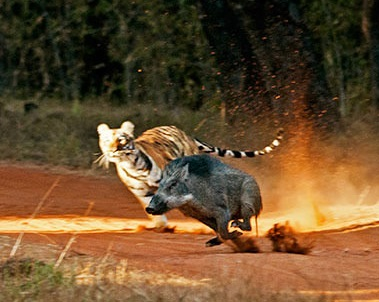
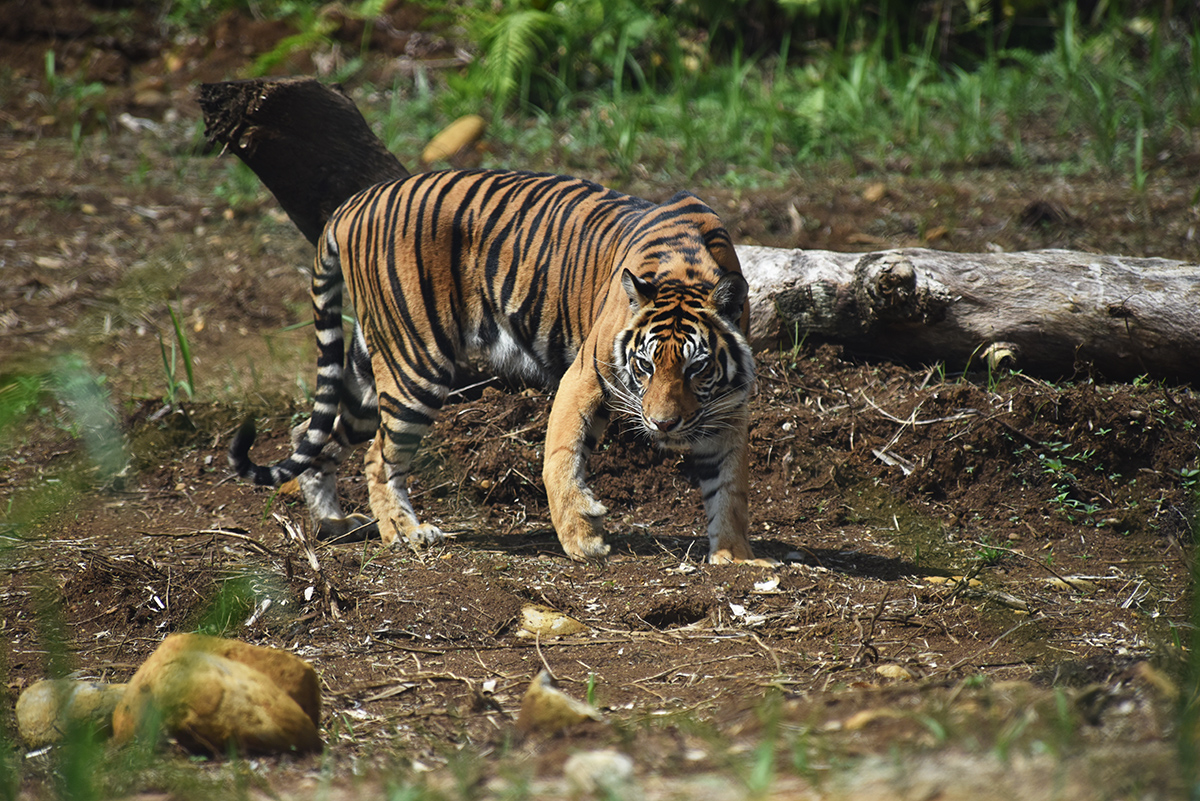
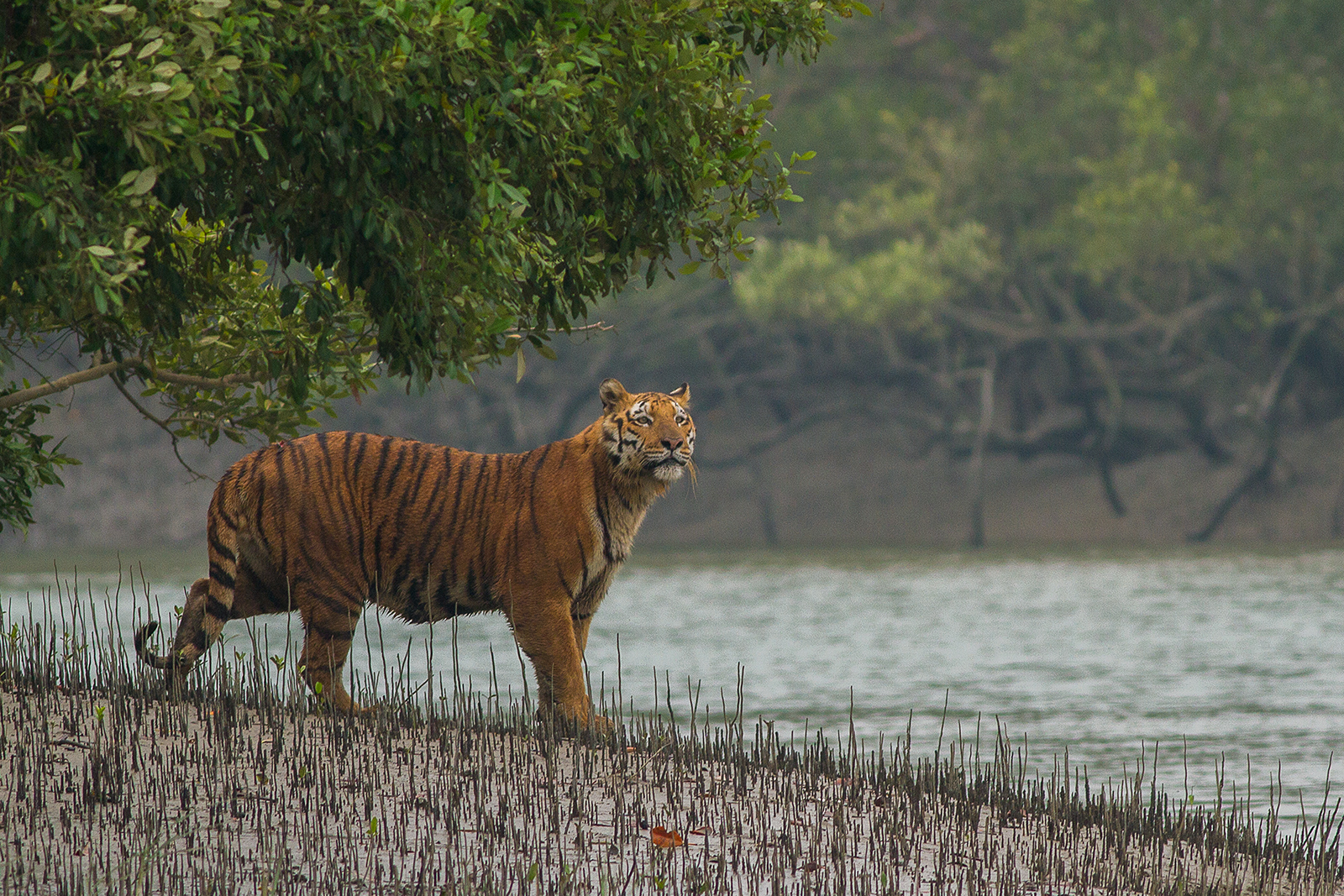
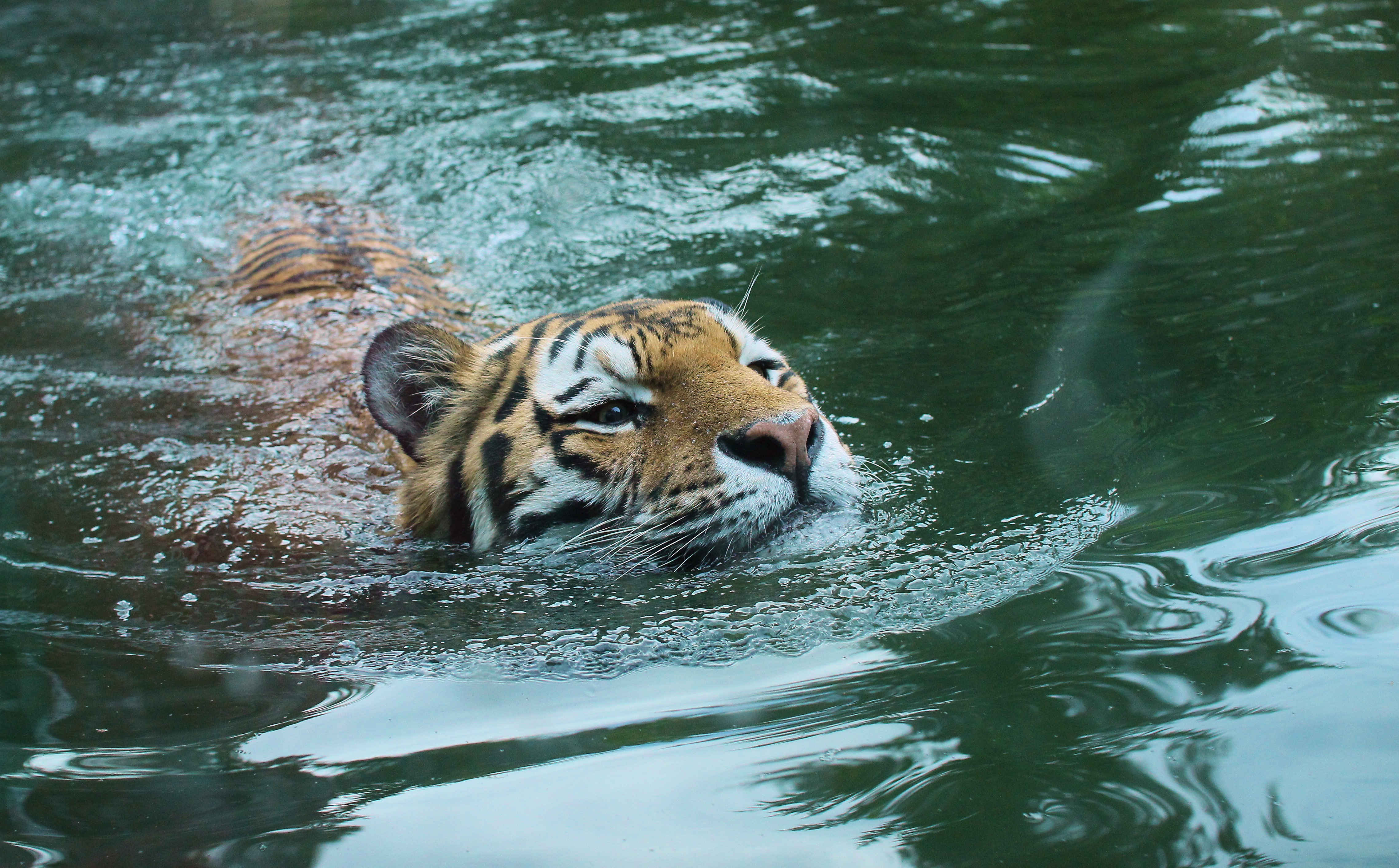
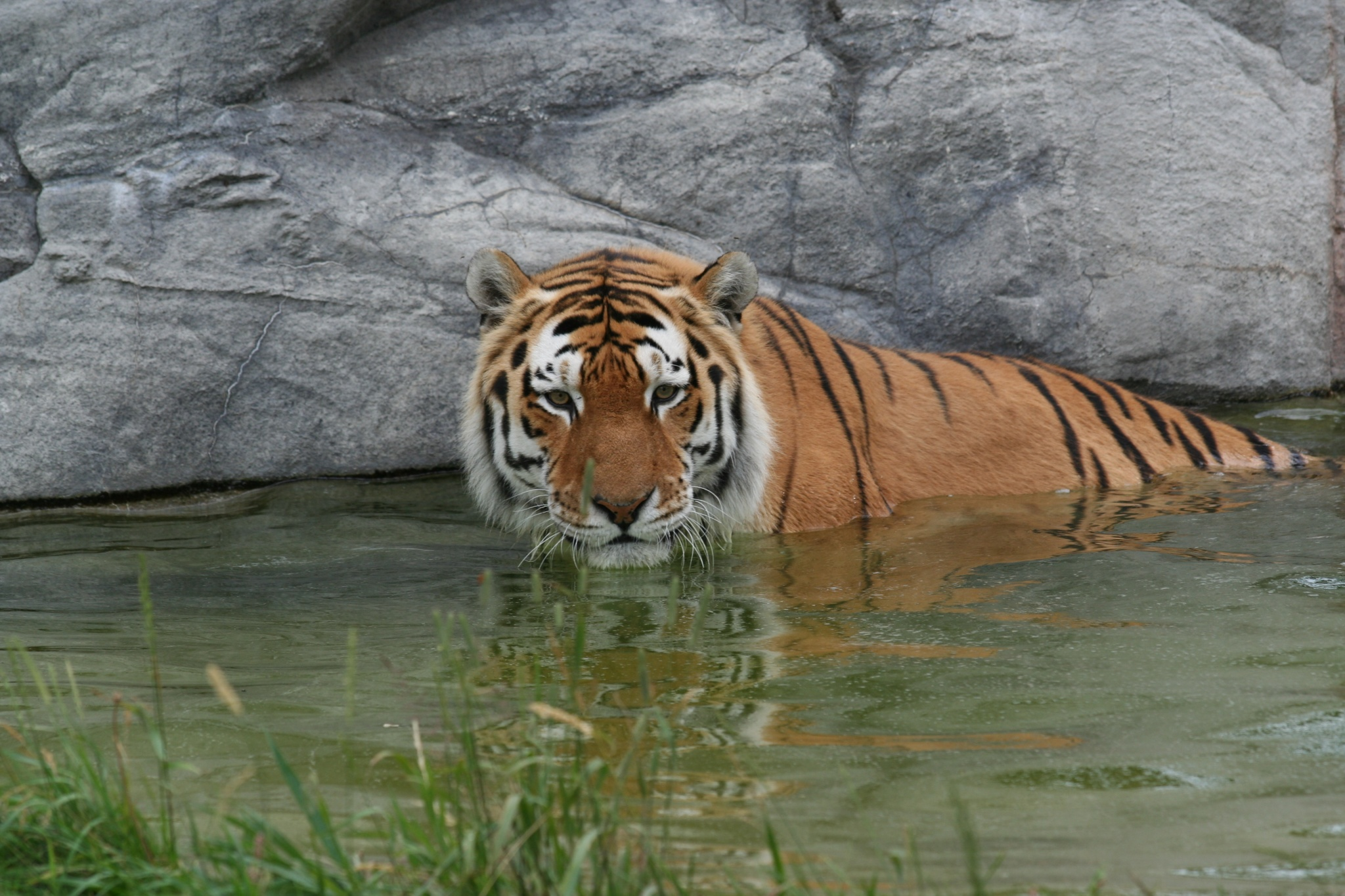
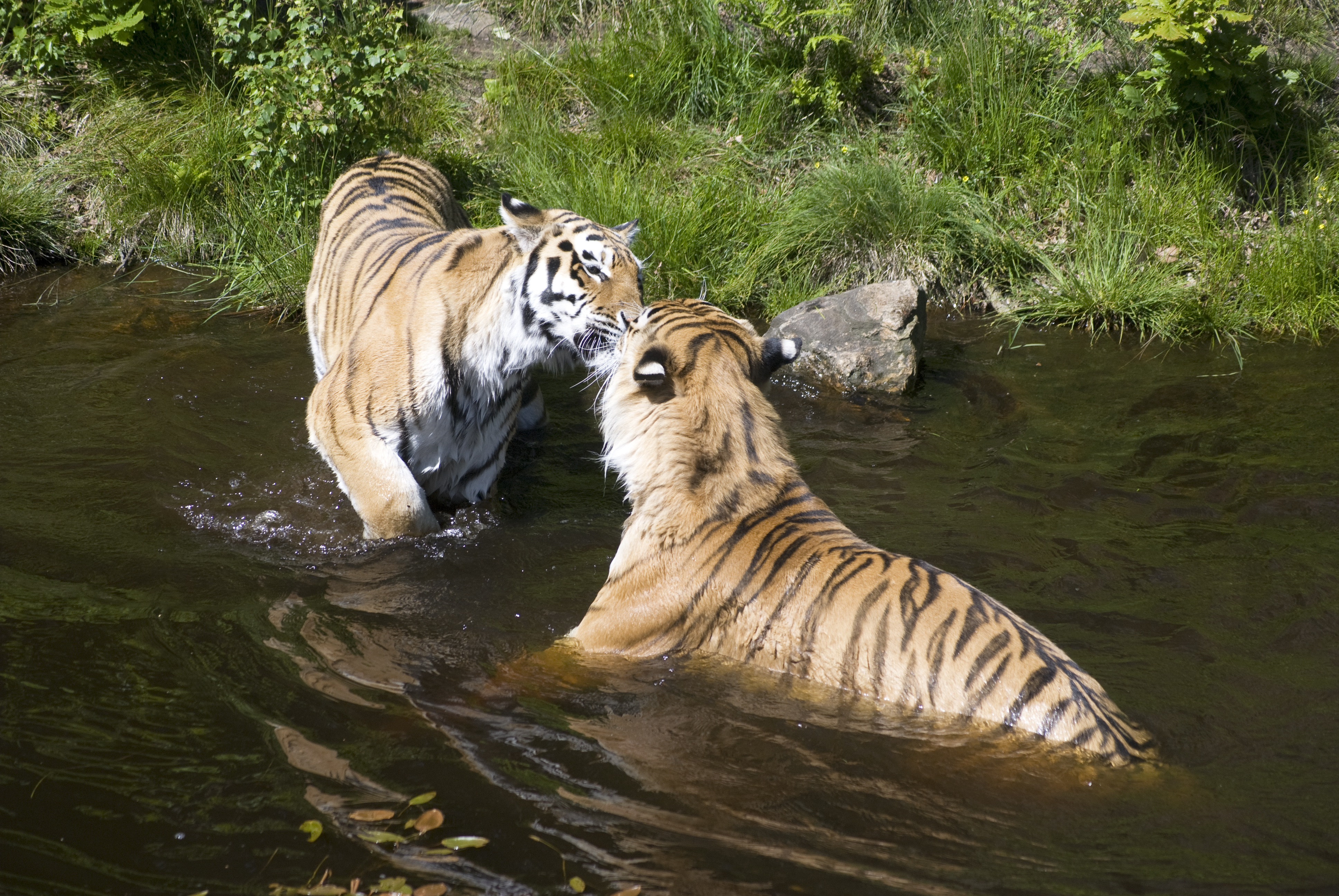
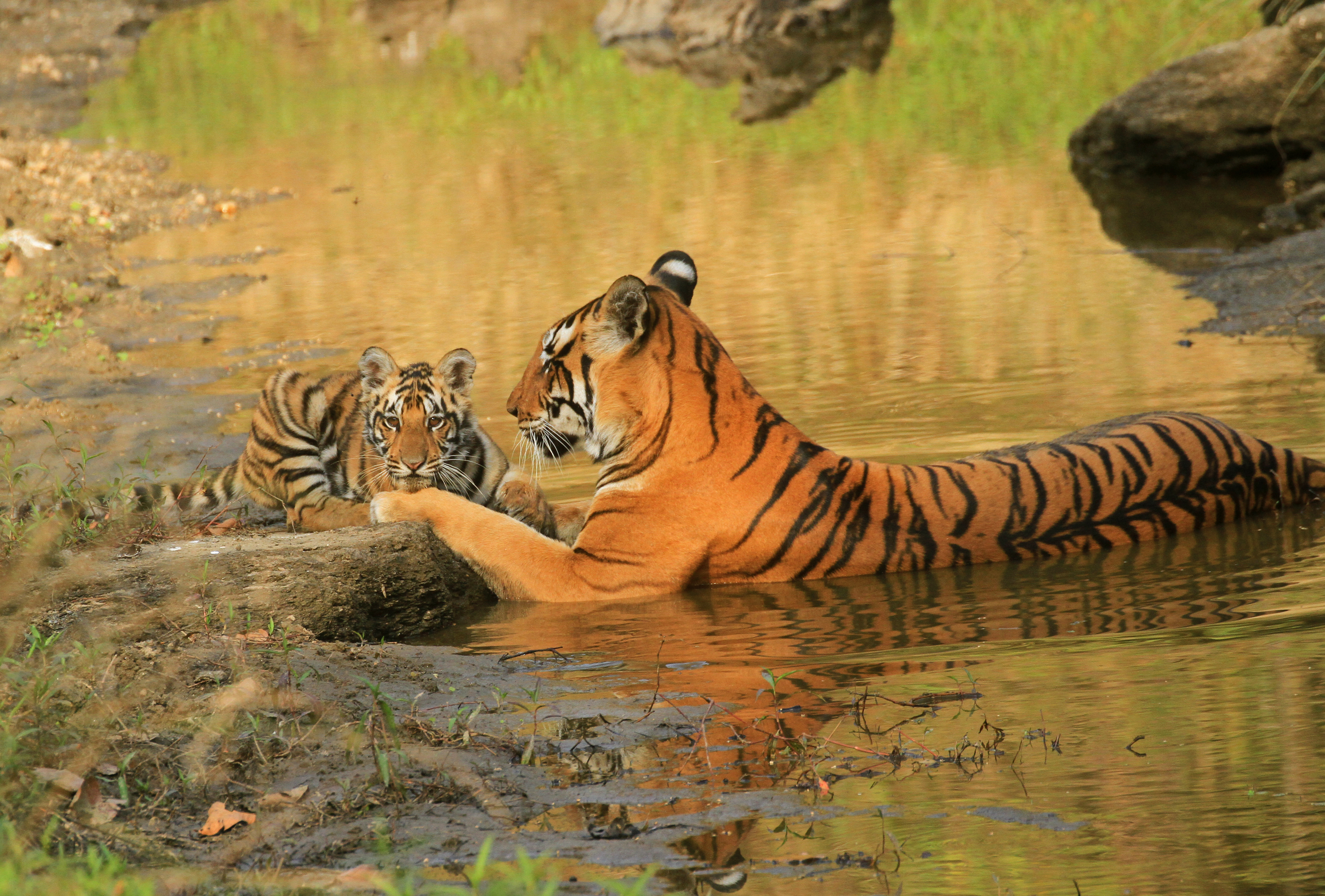
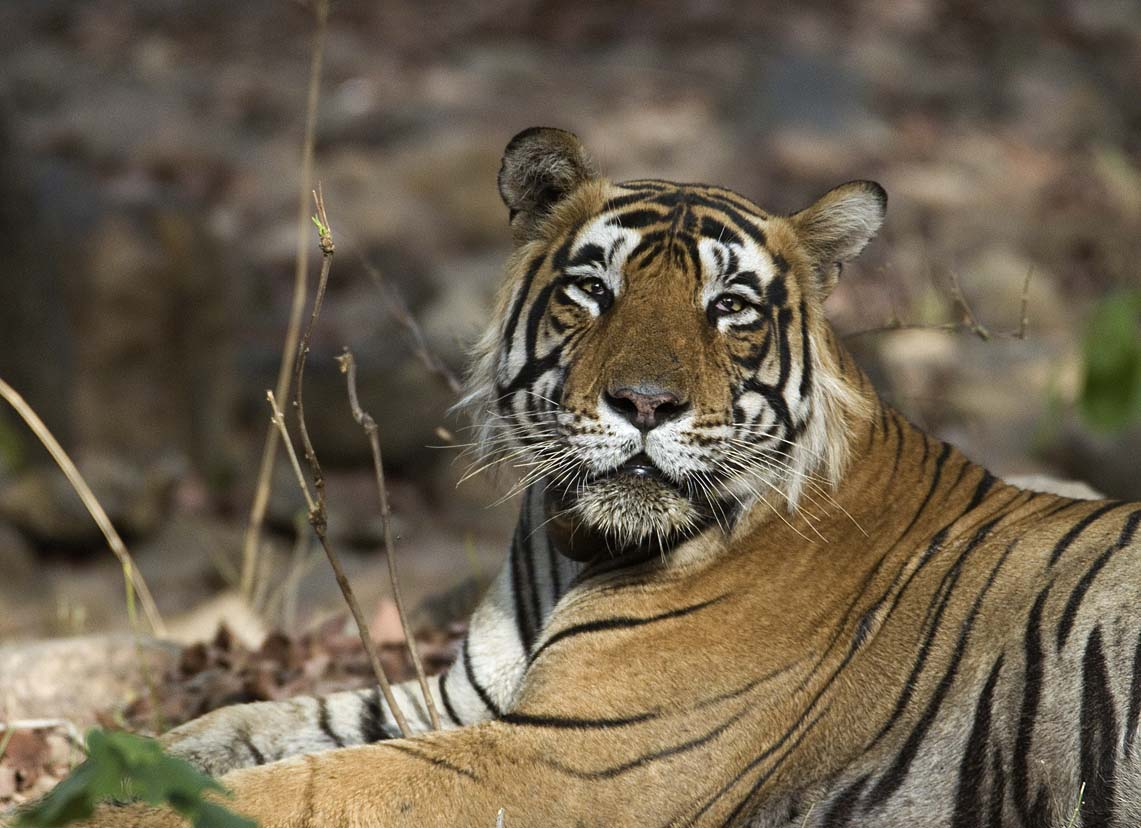
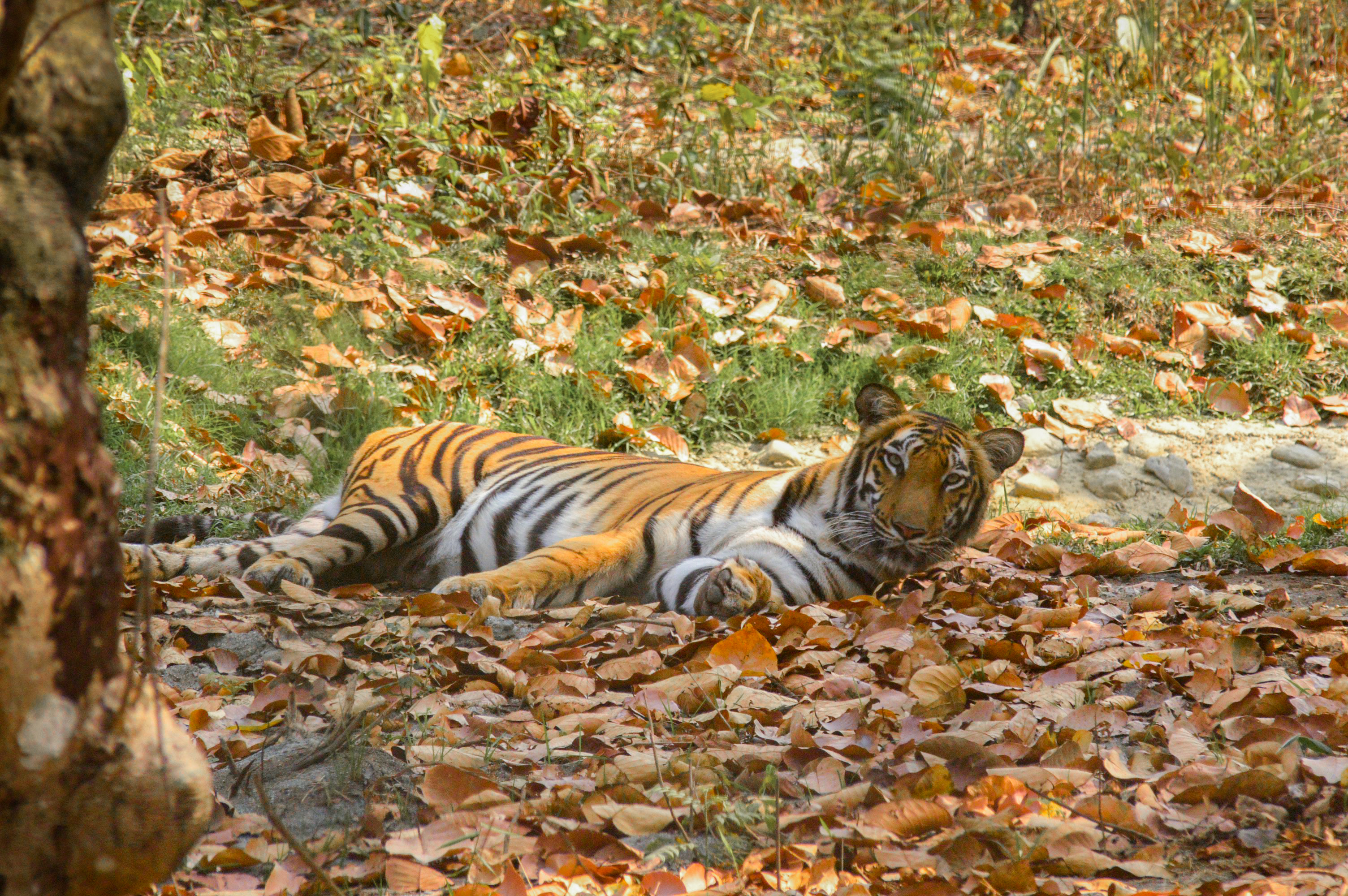
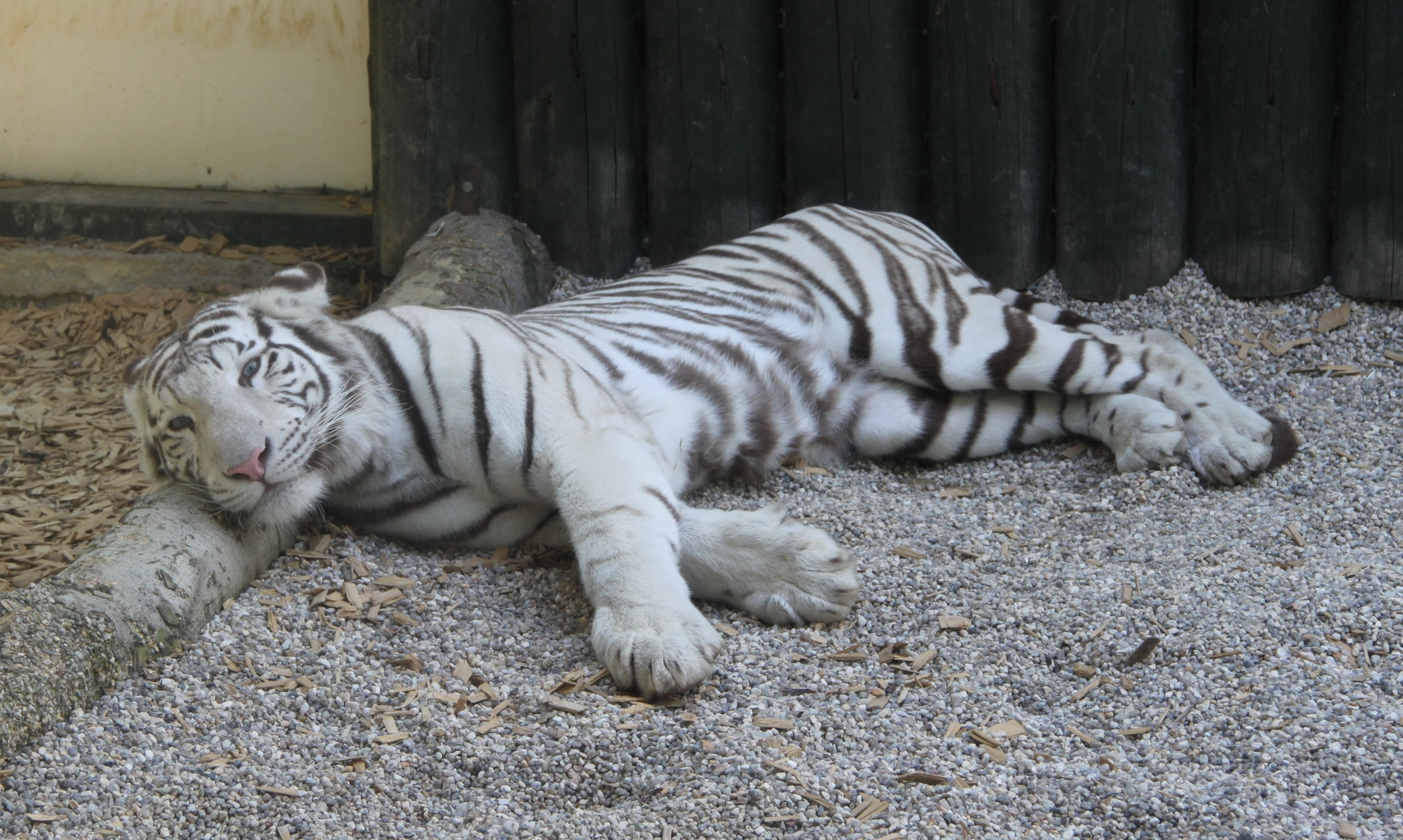
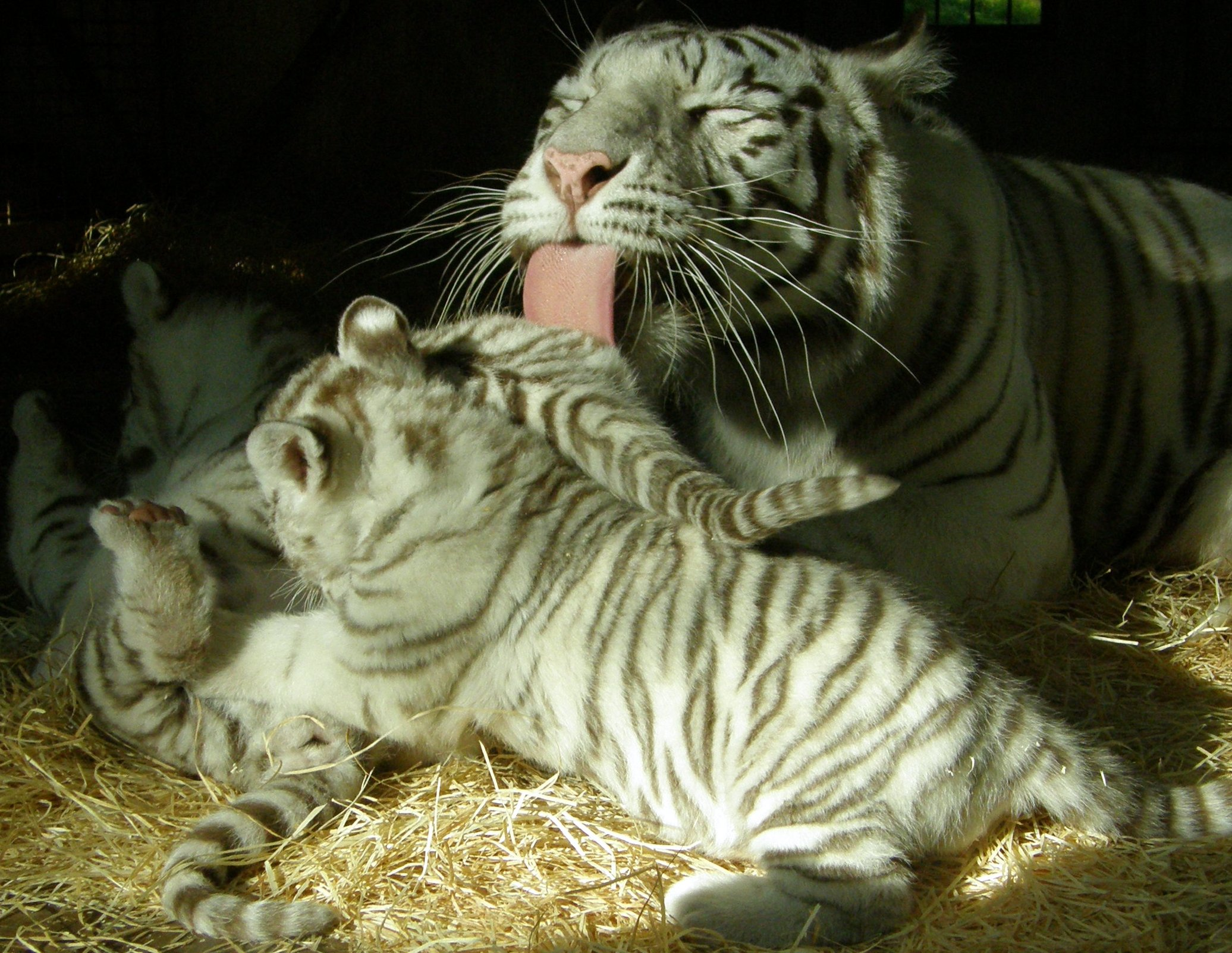
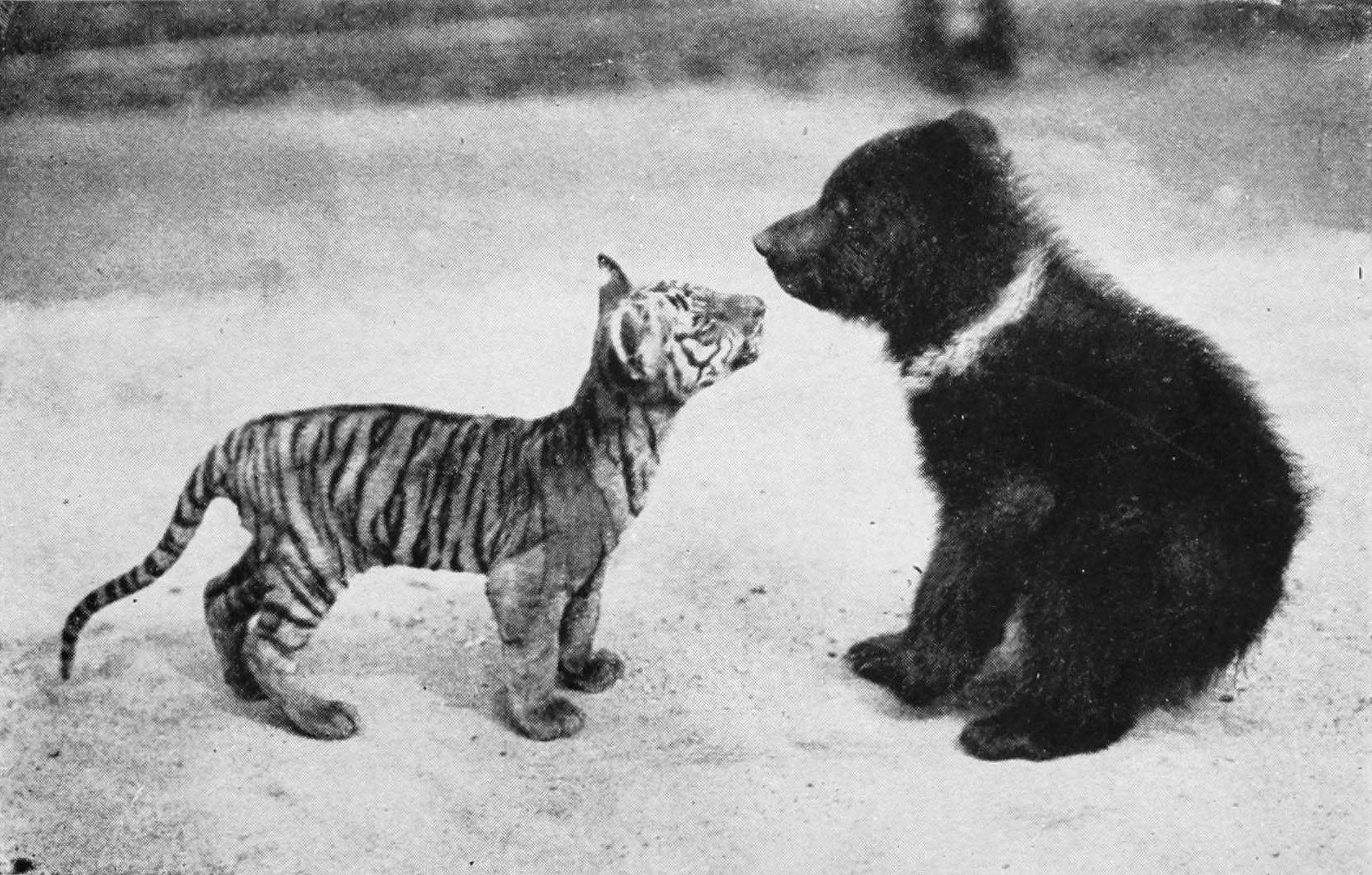
"Hello, Kid"